# Mystic Quest Legend
Mystic Quest Legend erschien 1992 unter dem Titel Final Fantasy Mystic Quest in den USA für das Super Nintendo. In Japan erschien der Titel 1993 unter den Namen Final Fantasy USA: Mystic Quest (jap. ファイナルファンタジーUSA ミスティッククエスト, Fainaru Fantajī USA: Misutikku Kuesuto). Da „Final Fantasy“ den europäischen Spielern damals kein Begriff war, strich man die Anspielungen darauf und änderte den Titel in „Mystic Quest Legend“ (erschien 1993), da das Spiel Seiken Densetsu in Europa bereits unter dem Namen Mystic Quest erschien.
Das Spiel wurde für den damals noch RPG-schwachen US-Markt produziert. RPGs waren zum Zeitpunkt des Releases nicht sehr populär in Amerika und Europa, weswegen das Spiel als eine Art Tutorial konzipiert war um diese Märkte für das Genre des RPGs zu gewinnen. Die Fachpresse war sich einig, dass dieses Ziel misslang bzw. erst mit Final Fantasy IV erreicht wurde.
2010 erschien eine Neuveröffentlichung für die Wii Virtual Console, am 24. September in Europa, am 18. Oktober in den USA und am 21. Dezember in Japan.

## Handlung
Laut einer Prophezeiung wird in einer Zeit, in der die Welt unterzugehen droht, ein Held erscheinen, um sie zu retten. Deswegen müssen magische Kristalle aus den Händen von Dämonen gerettet werden, um die Länder von Naturkatastrophen zu befreien.
Die Kristalle werden dabei von starken Wächtern bewacht, die es nach längerer Suche und vielen leichteren Zwischenkämpfen zu besiegen gilt. Jeder Wächter verfügt über Kräfte, die dem Element des entsprechenden Kristalles zugeordnet sind. Wenn dies geschafft ist, muss der Dämonenkönig gesucht und besiegt werden. Diese Aufgaben werden einem unbenannten Helden von einem alten Mann auferlegt. Das Spiel bietet aber am Anfang die Möglichkeit, dem Protagonisten einen Namen zu geben. Unterstützt wird er von vier verschiedenen Charakteren, Kalia, Tristan, Phobia und Rubens, die er in den Städten und Dörfern trifft und die ihn jeweils ein Stück des Weges begleiten. Weitere wichtige, aber nicht spielbare Charaktere sind Spencer, Phobias Großvater, Igor, Aaron, Otto und seine Enkeltochter Norma.
Leitfaden der Story ist die Suche nach Kapitän Max, Kalias Vater, der die Prophezeiung studiert.
Die Suche beginnt auf dem Schicksalsberg und führt immer wieder in den Fokusturm, der das Zentrum der Welt bildet, sowie die Länder Foresta, Aquaria, Feuerburg und Windia.

## Spielsystem
Das Spiel ist sehr einfach gehalten, Rätsel beispielsweise beschränken sich auf einfache Schalter- und Schieberätsel oder auf andere simple Aktionen. Man kann mit Hilfe der Waffen mit der Umgebung interagieren, mit Schwertern kann man Schalter drücken, mit Bomben Steine oder brüchige Stellen sprengen, mit Klauen klettern und später wie einen Enterhaken benutzen und schließlich kann man mit Äxten Hebel umlegen oder verschiedene Dinge sprengen. Zusätzlich kann der Held über kurze Distanzen springen. Sturz- oder Tunnelrätsel gibt es zwar, aber bei ihnen ist die Lösung offensichtlich und es gibt keine falschen Abzweigungen.
Auf der Weltkarte sind Pfade vorgegeben und neue kommen hinzu, wenn man bestimmte Aufgaben erledigt hat. Sie bestehen aus meist kurzen Laufstrecken und Wegpunkten. Wegpunkte sind zum Beispiel der Fokusturm, Tempel, Schlachtfelder, Dörfer oder Dungeons.
Die Gegner in den einzelnen Levels sind von vorneherein sichtbar (Ausnahmen sind neblige oder eisige Gegenden, in denen die Monster überraschend auftauchen können, sofern man nicht einen Gegenstand besitzt, der diesen Effekt aufhebt). Man weiß daher in der Regel vor dem Kampf, mit welcher Art Monster man es zu tun bekommt. Sie sind unbeweglich und blockieren deswegen meistens genau die Pfade, die man gehen muss, um den Level zu beenden.
Speichern ist überall möglich, sofern man nicht mit anderen Figuren spricht oder gerade kämpft.

## Kampfsystem
Das Kampfsystem ist relativ simpel, da es maximal nur zwei Mitglieder in der Party gibt, der zweite Charakter kann optional auch vom Computer gesteuert werden, in den Kämpfen können maximal drei Feinde erscheinen. Das Besondere hierbei ist die Möglichkeit, die Attribute und Fähigkeiten des eigenen Charakters (durch „Aufleveln“ oder den Erwerb neuer Ausrüstungsgegenstände) zu verbessern. Die meisten Ausrüstungsgegenstände schaffen zudem Immunität gegen bestimmte Elementarangriffe oder Statusveränderungen. Dabei besteht ein Bug: Wenn man einen Gegenstand erhält, der schwächer ist als der Angelegte, werden die Statuswerte reduziert, d. h. nur die neueste Ausrüstung wird gewertet, was aber nicht für Waffen gilt.
Der Zusatzcharakter (der Charakter, der sich dem Protagonisten anschließt) bleibt immer auf dem gleichen Levelniveau, egal wie viele Monster besiegt werden; dabei ist er deutlich stärker als der Protagonist, d. h. die beiden haben, wenn sie sich trennen, etwa denselben Level. Des Weiteren kann man die Waffe des Protagonisten ändern.
Der Zusatzcharakter hingegen hat eine festgelegte Waffe, welche in der Regel nicht verändert werden kann.
Sämtliche Zauber können auf Gegner oder die Gruppe angewandt werden, jede Gruppe hat ihre eigenen Magiepunkte. Manche Gegner haben Magieschilde, die Angriffe reflektieren.
Die Anzahl von verschiedenen Zaubern kann erhöht werden, indem man neue Zauber in Truhen findet. Der Zusatzcharakter hat eine festgelegte Anzahl von verschiedenen Zaubern, wobei keine neuen hinzugefügt werden können.
Die Möglichkeiten im Kampf bestehen aus Angriff, Zauber, Gegenstände, Verteidigung und Flucht. Die Kämpfe laufen dabei rundenbasiert ab, man kann in jeder Runde mit Hilfe der Schultertasten die Waffe wechseln. Auch hier zeigt sich das Spiel sehr einfach, da ein verlorener Kampf einfach wiederholt werden kann. Wenn eine Figur im Kampf stirbt und der Kampf gewonnen wird, hat sie anschließend wieder einen Kraftpunkt. Es besteht zwar auch bei Bosskämpfen die Möglichkeit eines Fluchtversuchs, jedoch misslingt dieser meist.
Manche Endgegner haben Schwächen, die es ermöglichen, sie in einem Spielzug direkt zu töten, z. B. ist der Knochensaurier sofort besiegt, wenn man ihn wiederbelebt, da er untot ist.
Es gibt keine Sidequests, sondern nur Tempel oder Kämpfe, die freiwillig besucht werden können und nur in wenigen Fällen Vorteile in Form von neuen Gegenständen verschaffen, meistens gibt es nur Erfahrungspunkte oder Geld.

## Grafik und Sound
Die Grafik ist recht simpel gehalten, die optische Qualität ist etwa auf dem Standard der letzten Generation von NES-Spielen, wie z. B. Super Mario Bros. 3. Verschiedene Gegner werden durch Swaps erzeugt, der Bewegungseffekt durch Scrollen, wobei der Held, wie bei Final Fantasy 1–5, stets im Mittelpunkt des Bildschirms bleibt.
Die Feinde verfügen über Schadensmodelle, die auf verschiedenen Sprites beruhen, sie zeigen aber keine Verletzungen an, sondern verändern die Darstellung auf meist alberne Art, z. B. hat der Goblin erst eine Mütze auf und danach eine Irokesenfrisur. Kleine Feinde haben zwei verschiedene Swaps, Bosse drei, das Gleiche gilt für Gegner, die auf Ihnen basieren. Endbosse verfügen über 4, bei Manchen ändert sich mit der Darstellung auch der Kampfstil.
Manche Level haben optische Zusatzeffekte, wie z. B. animierte Hintergründe auf dem Schiff oder halbtransparente Oberflächen in der Eishöhle.
Es ist der erste Abkömmling der Final-Fantasy-Reihe, in dem alle Gegenstände eigene Bilder im Menü haben.
Der Soundtrack wird von E-Gitarrenelementen dominiert, insbesondere in Kämpfen, im Vulkan- und Festungslevel. Außerdem sind Orgeln stark präsent. Das Motiv der Oberweltmusik wird häufig wiederverwendet und dient somit als handlungstragendes Element. Der Ninja Tristan ist die einzige Figur(wenn man den Kampf mit dem Dämonenkönig auslässt), die eine eigene Erkennungsmusik hat.
Der Soundtrack wurde 1994 in den USA als CD zusammen mit dem Spiel neuveröffentlicht.

## Unterschiede zwischen der deutschen und der US-Fassung
In der deutschen Fassung wurden bei der Handlung, den Dialogen, sowie den Namen von Attacken und Gegnern größere Änderungen vorgenommen. So wurde z. B. der einschläfernde Angriff Lullaby (Wiegenlied) zu „Volksmusik“ geändert oder die verwirrende Spooky Voice zu „Alpenjodler“, bei Gegnern wurde aus Spectre (ein weißer Geist) „Horrorwindel“.
Somit bestehen die Änderungen bei direktem Gameplay humoristischer Natur. Anders verhält es sich bei der Handlung, hier wurden negative Eigenschaften der Figuren entfernt oder die Handlung so abgeändert, dass sie für Kinder geeignet ist, d. h. angsteinflößende und gewaltverherrlichende Texte wurden verändert oder entfernt, wobei die handlungsrelevanten Aktionen gleich blieben, aber stellenweise unsinnige Beweggründe haben, so sprengt Phobia Spencers Tunnel aus Frust, weil sie nicht weiß, wohin er geht.
Beim Gameplay wurden statusverändernde Attacken insoweit geändert, dass die Wirkung des Angriffs bei Erfolg nur noch am Helden oder dem Zusatzcharakter selbst angezeigt wird, wenn der Angriff misslingt, erscheint nur die Meldung, dass die Figur dem Angriff widersteht und nicht mehr die Art des Angriffs.
Auffällig ist, dass sich Tristans Charakter vollkommen verändert. So ist er in der deutschen Fassung nicht mehr geldgierig, sondern hilfsbereit.
Rubens ist nach seinem Sturz nur krank und nicht verkrüppelt. Zusätzlich wurden Rubens’ Zitate aus Schwarzeneggerfilmen entfernt.